# مايكل مالتيز
مايكل مالتيز (بالإنجليزية: Michael Maltese) (6 فبراير 1908- 22 فبراير 1981)، كان مؤلفاً قصصياً وكاتب نصوص أفلام رسوم متحركة كلاسيكية.
في 1941، وظف مالتيز من قبل ليون شليسنجر برودكشنز، والتي تحولت إلى شركة وارنر براذرز كارتونز بعد ثلاث سنوات. ظهر مالتيز كممثل في فيلم بوركي بيغ يو أوت تو بي إن بكشرز (1940)، الذي جمع بين التمثيل البشري الحي والرسوم المتحركة، حيث قام بدور حارس أمن الاستوديو الذي بقي يطارد بوركي طيلة الفيلم. تعاون مالتيز مع تشاك جونز في إنتاج أفلام كارتون قصيرة كلاسيكية مثل فور سينت-إيمنتل ريزونس وفيلم سو متش فور سو ليتل، والذين حازا على جائزتي الأكاديمية لأفضل فيلم كارتون قصير وأفضل فيلم وثائقي قصير.
انتقل مالتيز لاحقا للعمل مع جونز بعد طرد الأخير وإغلاق قسم الرسوم المتحركة لوارنر، ليساهم في الإنتاج التلفزيوني توم آند جيري (1960)، كما عمل في هانا-باربرا برودكشنز لإنتاج العروض التلفزيونية مثل كويك درو مكغرو، ذا فلنستونز، وذا جتسونز.
مات مالتيز في 22 فبراير 1981.

## وصلات خارجية
- مايكل مالتيز على موقع IMDb (الإنجليزية)
- مايكل مالتيز على موقع ألو سيني (الفرنسية)
- مايكل مالتيز على موقع قاعدة بيانات الفيلم (الإنجليزية)
- موقع TV.com نسخة محفوظة 30 سبتمبر 2007 على موقع واي باك مشين.